# Palladium země české

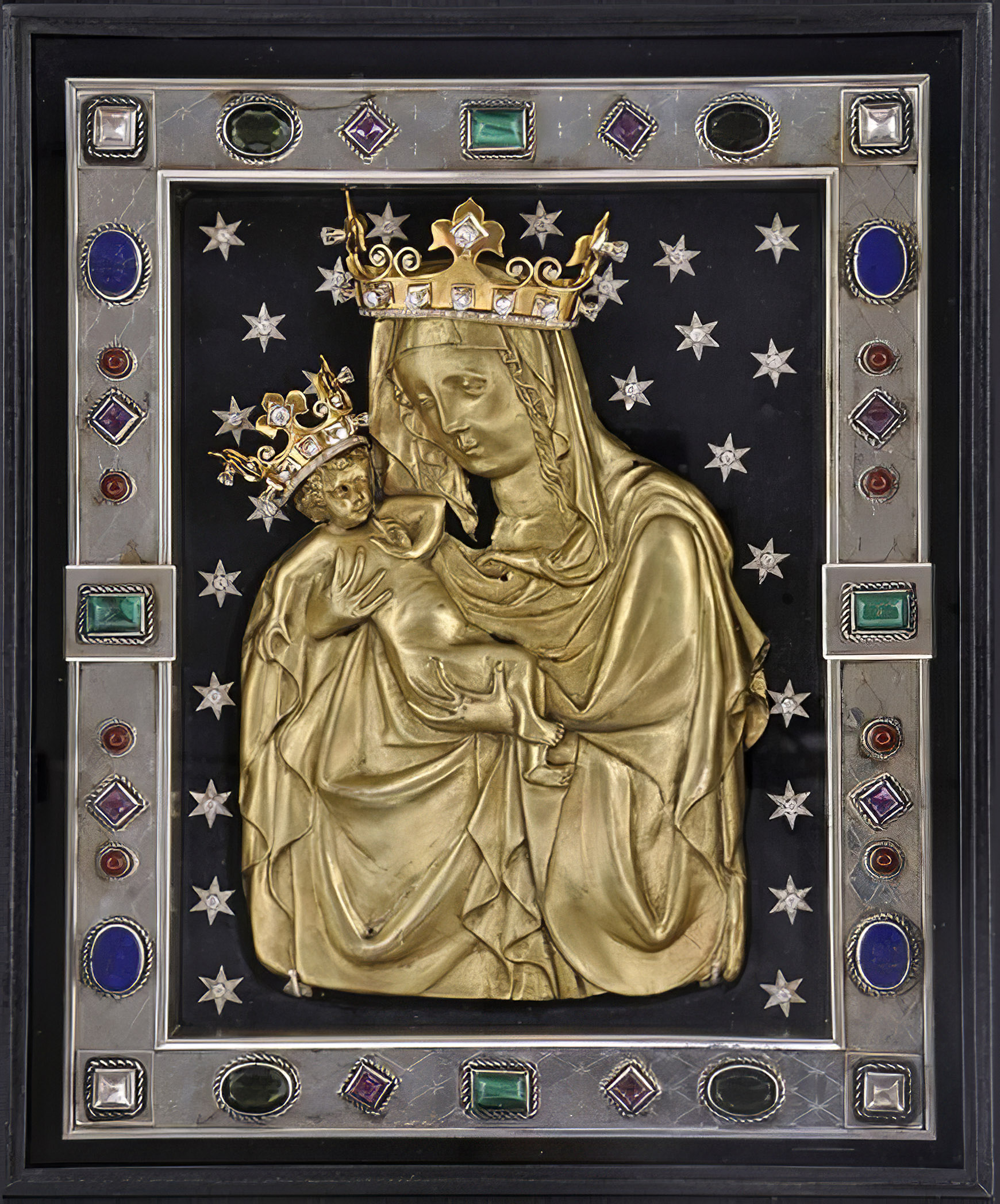
Palladium země české.

Palladium země české es el relieve de la Virgen María de Stará Boleslav.
En la Grecia antigua, Palladium era el nombre de una pequeña estatua de madera de la diosa Palas Atenea. La leyenda cuenta que esta estatua fue traída de Troya y era un símbolo de la protección de la ciudad. Después se empezó a utilizar la palabra palladium para indicar cuadros, relieves o estatuas con función protectora.
El relieve de la Virgen María de Stará Boleslav es para los católicos checos un símbolo de protección de las tierras checas. Es un relieve metálico de tamaño 19x13,5 cm que muestra la Madonna con el Niño, guardado en la iglesia de peregrinación, Santa María de la Asunción en Stará Boleslav, una ciudad a 20 kilómetros de la capital checa, Praga. La fecha de su origen va entre los años 80 del siglo XIV hasta la mitad del siglo XV.
El origen del relieve está velado de misterio, hay algunas leyendas pero indican siempre a Santa Ludmila de Bohemia como la primera proprietaria. Una leyenda dice que Santa Ludmila consiguió el relieve durante su bautizo por parte de Metodio. Metodio, junto con su hermano Cirilio (o Constantino), son conocidos como los apóstoles de los eslavos. Vinieron de Tesalónica e introdujeron el cristianismo en la Gran Moravia (el nombre del territorio al cual pertenecían las tierras checas de aquella época). Metodio le dio a Ludmila el relieve junto con otros objetos necesarios para las celebraciones religiosas del cristianismo. Otra versión dice que después de su bautizo, Ludmila dejó todas figuras de diose paganos de metal a Metodio para derretirlas y moldear copas para las celebraciones religiosas cristianas. Entre otros objetos un maestro desconocido de Bizancio elaboró este relieve de la Virgen María para Ludmila. Ella se lo llevó a su sede, la fortaleza de Tetín, donde le rendía culto.
Ludmila ejercía influencia sobre su nieto, el adolescente príncipe Venceslao, lo que no le gustaba a su nuera Drahomíra, la madre de Venceslao. Por eso, Ludmila fue estrangulada y Venceslao heredó el relieve. Venceslao seguía el culto mariano, siempre llevaba el relieve con él. El día de su muerte, el 28 de septiembre de 935 (928) no era una excepción. Venceslao, hoy en día el patrono checo, fue asesinado por los guerreros de su hermano menor Boleslao. Este fratricidio es el asesinato más conocido de la historia checa.
Un ayudante y amigo de Venceslao, Podiven, conocía el respeto de Venceslao por el culto mariano. No quería dejar deshonrar el relieve por los asesinos de su soberano. Por tanto, se lo quitó y huyó. Desafortunadamente le capturaron y lo mataron. El relieve estuvo perdido durante los dos siglos y medio siguientes.
Lo descubrió un campesino arando. Lo llevó a su casa pero el día siguiente el relieve no estaba. Misteriosamente volvió al lugar del descubrimiento. Así viajó varias veces entre el campo y la casa del campesino antes de que el campesino se diera cuenta de que el relieve quería que le rindieran culto en el lugar donde lo habían descubierto. Construyeron una capilla y metieron el relieve en el altar. Este lugar es hoy la iglesia de Santa María de la Asunción en Stará Boleslav.
Durante las guerras husitas la capilla fue quemada y el relieve fue destruido. El relieve actual es obra de un maestro desconocido del siglo XV, creada según los descripciones conservadas. Sin embargo, no está documentado hasta qué punto el nuevo relieve respeta el original.
La época de su fama más grande, fue en el siglo XVII y durante la era del barocco. Durante aquella época un gran nombre de peregrinos vino a verlo. El relieve de la Virgen María de Stará Boleslav sigue siendo uno de los símbolos más destacados de las tierras checas.